# Annual
Annual (en árabe: أنوال‎, en lenguas bereberes: ⴰⵏⵡⴰⵍ, en francés: Anoual) es una localidad marroquí perteneciente al municipio de Talilit, en la región Oriental. Desde 1912 hasta 1956 perteneció a la zona norte del protectorado español de Marruecos. Se encuentra situada a 60 km al oeste de Melilla.

## Historia

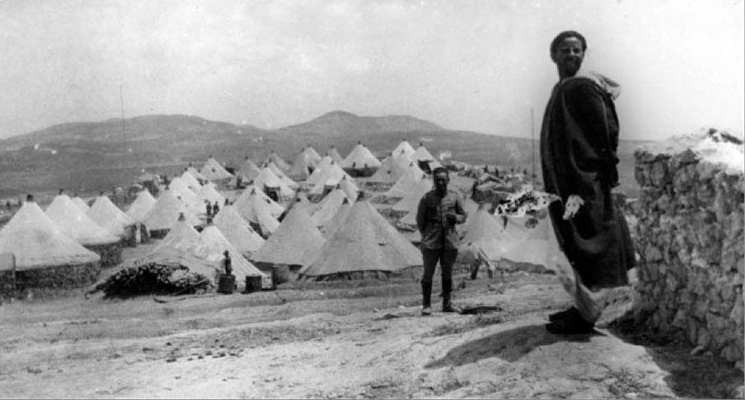
Campamento español en Annual (1921)

Cuando formaba parte del protectorado español de Marruecos fue sede de la Circunscripción de Annual, dependiente de la Comandancia General de Melilla. En junio de  1921 estaba asignada al Regimiento de Infantería Ceriñola n.º 42, compuesto por tres batallones de seis compañías de fusiles de 120 hombres cada una, y una compañía de ametralladoras por batallón de cincuenta hombres. Formaban 3024 hombres al mando del coronel  Morales Reinoso que sustituía a José Riquelme y López-Bago.
En sus cercanías se entabló el 22 de julio de 1921 la batalla que en España se conoce como el «desastre de Annual», que supuso entre 7000 y 11.000 bajas para los españoles (entre ellos el propio general Fernández Silvestre), durante la guerra del Rif en el período del protectorado español, siendo atacados por los rifeños los puestos de Annual e Igueriben.